# Marie-Hélène Prémont
Marie-Hélène Prémont (nascida em 24 de outubro de 1977) é uma ciclista canadense, especialista em provas de mountain bike e ciclocross. É medalhista de prata nos Jogos Olímpicos de Atenas 2004.